# Axonopus rosei
Axonopus rosei là một loài thực vật có hoa trong họ Hòa thảo. Loài này được (Scribn. & Merr.) Chase mô tả khoa học đầu tiên năm 1911.